# Karl Schmidhofer (Politiker)
Karl Schmidhofer (* 6. Mai 1962 in Scheifling) ist ein österreichischer Politiker der Österreichischen Volkspartei (ÖVP). Vom 10. April 2019 bis zum 30. September 2021 war er Abgeordneter zum Nationalrat. Vom 19. Juni 2021 bis zum 30. September 2021 fungierte er als Präsident des Österreichischen Skiverbandes (ÖSV). Vom 14. Juli 2022 bis zum 18. Oktober 2023 war er erneut Abgeordneter zum Nationalrat.

## Leben

### Ausbildung und Beruf
Karl Schmidhofer besuchte nach der Volksschule Schönberg-Lachtal die Hauptschule Oberwölz. Anschließend absolvierte er eine Lehre zum Kellner, 1981 legte er die Lehrabschlussprüfung ab. Nach dem Präsenzdienst war er als selbständiger Gastwirt und als Hotelgeschäftsführer tätig. Er war Geschäftsführer der Skibetriebe am Lachtal, am Kreischberg und bis 31. Dezember 2018 im Skigebiet Sankt Lambrecht-Grebenzen. Mit 1. Jänner 2019 wurde er interimistischer Geschäftsführer bis 30. Juni 2019 der Hauser Kaibling Bergbahnen. 2008 wurde er zum Obmann des Regions-Tourismusverbandes der Urlaubsregion Murau-Murtal gewählt. Im Juni 2021 zog er sich aus dieser Funktion zurück und übergab an seinen Stellvertreter Michael Ranzmaier-Hausleitner.

### Politik
Karl Schmidhofer wurde 1980 in der Jungen Volkspartei (JVP) politisch aktiv und war 16 Jahre lang Gemeinderat. 2013 wurde er zum Bezirksobmann des Wirtschaftsbundes im Bezirk Murau gewählt. Er ist Regionalstellenobmann der Wirtschaftskammer Murtal und stellvertretender ÖVP-Bezirksobmann. Bei der Landtagswahl in der Steiermark 2015 kandidierte er für die Steirische Volkspartei im Landtagswahlkreis 4 (Obersteiermark) auf dem 15. Listenplatz.
2017 kandidierte er bei der Nationalratswahl hinter Andreas Kühberger und Barbara Wolfgang-Krenn für den Regionalwahlkreis Obersteiermark auf dem dritten Listenplatz. Im Nationalrat rückte Schmidhofer in der XXVI. Gesetzgebungsperiode für die am 3. April 2019 verstorbene Abgeordnete Barbara Wolfgang-Krenn nach. Im Rahmen der Koalitionsverhandlungen zur Regierungsbildung 2019 verhandelt er in der Hauptgruppe Staat, Gesellschaft und Transparenz.
Nach der Nationalratswahl 2019 und Bildung der Bundesregierung Kurz II im Jänner 2020 wurde er in der XXVII. Gesetzgebungsperiode im ÖVP-Parlamentsklub als Nachfolger von Gabriel Obernosterer Bereichssprecher für Tourismus.
Das durch Mandatsverzicht von Herrn Schmidhofer mit 30. September 2021 frei gewordene Mandat der Landesparteiliste 6 erhielt Martina Kaufmann. Das dadurch freigewordene Mandat auf der Regionalparteiliste 6A ging an Kurt Egger. Als Tourismussprecher folgte ihm Franz Hörl nach. Nach dem Wechsel von Gaby Schwarz in die Volksanwaltschaft im Juli 2022 übernahm Josef Smolle das Mandat von Schwarz auf der Bundesparteiliste, Schmidhofer zog auf dem Mandat der Landesliste wieder in den Nationalrat ein. Am 21. September 2022 wurde er erneut als Abgeordneter angelobt. Im Oktober 2023 kehrte Juliane Bogner-Strauß anstelle von Karl Schmidhofer in den Nationalrat zurück.

### Österreichischer Skiverband (ÖSV)
Schmidhofer war bis Juni 2021 Präsident des Steirischen Skiverbandes. Von Wolfgang Labenbacher, dem niederösterreichischen Landespräsidenten des Österreichischen Skiverbandes (ÖSV), wurde er im Mai 2021 als Nachfolger von Peter Schröcksnadel für das Amt des ÖSV-Präsidenten nominiert. Am 19. Juni 2021 wurde er bei der Länderkonferenz in Villach von den Stimmberechtigten ins Amt gewählt. Mit der Festlegung auf einen Kandidaten durch die Landesverbandschefs des ÖSV sollte eine Kampfabstimmung zwischen den ehemaligen Rennläufern Michael Walchhofer und Renate Götschl vermieden werden. Sein Nationalratsmandat wollte er zurücklegen. Als Präsidentin des Steirischen Skiverbandes folgte ihm Renate Götschl nach.
Am 30. September 2021 erklärte er seinen Rücktritt als ÖSV-Präsident, interimistisch übernahm die Agenden Roswitha Stadlober.

### Privates
Schmidhofer lebt in St. Georgen am Kreischberg, Bezirk Murau, ist verheiratet und Vater von zwei erwachsenen Kindern. Seine Nichte ist die Skirennläuferin Nicole Schmidhofer.

## Auszeichnungen
- 2014: Verleihung des Berufstitels Kommerzialrat[6]